# 娘惹相思格
《娘惹相思格》，2018年马来西亚年代剧，马来西亚有限公司制作，由吴俐璇、林宇中、陈意遐、江家荣、林绿及林佩琦领衔主演，并由李洺中、萧依婷、李承运、志祥及释福如联合演出。此剧为八度空间2018年原创强档第五部作品。此剧为马来西亚首部以峇峇娘惹为概念的年代电视剧，原为ntv7开台二十周年台庆剧，后因ntv7“7势如虹”时段迁档至八度空间“原创强档”时段而改至在该台播出。

## 獎項

### DRAMA FESTIVAL KUALA LUMPUR
| 年份   | 獎項                       | 角色/劇集  | 結果 |
| ------ | -------------------------- | ---------- | ---- |
| 2019年 | DRAMA RANTAIAN BAHASA CINA | 娘惹相思格 | 獲獎 |

## 播出时间

### 首播
| 频道     | 所在地   | 播放日期      | 首播時间                    |
| -------- | -------- | ------------- | --------------------------- |
| 八度空间 | 马来西亚 | 2018年7月26日 | 星期一至四 9:30pm - 10:30pm |
| Tonton   | 马来西亚 | 2022年12月1日 | 更新一集，重温节目          |

### 重播
| 频道     | 所在地   | 播放日期      | 首播時间                         |
| -------- | -------- | ------------- | -------------------------------- |
| 八度空间 | 马来西亚 | 2021年2月23日 | 优6剧场 星期一至五 18:00 - 18:58 |

## 故事概要
讲述在五十年代，以峇峇娘惹为概念，大家族的恩怨情仇……
12岁的罗欢欣出生于檳城峇峇家族，家父罗东城经营家传药行『顺天堂』，悬壶济世，深得民心。上有姐姐，下有弟弟，家母黄菊英是传统的娘惹，持家有道。原本美满幸福的家庭，却为奸人所害，导致家破人亡，也跟青梅竹马的孟江鸿分开。报复的种子在欢欣心中萌生发芽，誓要从仇人郑新楠手上夺回一切所属，包括原本是檳城罗家老厝的郑家大屋。

## 演员阵容

### 罗家
| 演员         | 角色          | 介绍 |
| 温绍平       | 罗东城        | 峇峇 东城兄 顺天堂之老板 黄菊英之夫 罗欢婷、罗欢欣、罗丰喜之父 郑新楠之好友 于15年前发现孟兴祥偷取制作白凤丸之秘方，在争执时被其意外刺死 已逝世 |
| 陈诗莹       | 黄菊英        | 娘惹 罗东城之妻 罗欢婷、罗欢欣、罗丰喜之母 认定郑新楠为杀害罗东城之幕后黑手 患有麻风而被隔离，被医护人员带走前要罗欢欣和罗丰喜向郑新楠报仇 於第30集逝世 |
| 何若萱       | 罗欢婷        | 娘惹 大小姐、阿婷 罗东城、黄菊英之长女 罗欢欣、罗丰喜之姐 被日军企图强奸，后自卫将其杀害而被其他日军枪杀 已逝世 |
| 梁瑜鈴(童年) | 罗欢欣/林亚磊 | 娘惹 二小姐、厨神姐姐、欢欣姐 化名林亚磊 罗东城、黄菊英之次女 罗欢婷之妹 罗丰喜之姐 孟江鸿之青梅竹马 马春晓之好友 郑新楠之宿敌，后化解误会和好 雷刚之好友，并被其暗恋 朱昆之徒弟 为向郑新楠复仇而混入郑家当厨娘 于第1集原打算用匕首刺死郑新楠，后被朱昆阻止 于第2集救了被唐又成挟持的郑算珠，并趁机要求郑新楠让她留在郑家当厨娘 于第3集重遇孟江鸿 于第4集得知郑新楠对花生敏感而故意在木薯糕里加入花生借此杀害郑新楠，后失败 于第7集为查明唐又成之死因而故意告诉其母亲郑新楠与此事有关 于第12集被孟江鸿发现其真实身份 于第14集被活埋，后被孟江鸿、罗丰喜与雷刚救起 于第17集得知孟兴祥是杀害罗东城之凶手 于第20集为救罗丰喜而向郑新楠坦诚其真实身份，并答应其离开郑家 于第21集险遭许三庚杀害，后被郑康生所救 于第21集被郑康生意外用石灰粉伤及双眼而暂时失明 于第24集恢复视觉 于第30集重开顺天堂 |
| 吴俐璇       | 罗欢欣/林亚磊 | 娘惹 二小姐、厨神姐姐、欢欣姐 化名林亚磊 罗东城、黄菊英之次女 罗欢婷之妹 罗丰喜之姐 孟江鸿之青梅竹马 马春晓之好友 郑新楠之宿敌，后化解误会和好 雷刚之好友，并被其暗恋 朱昆之徒弟 为向郑新楠复仇而混入郑家当厨娘 于第1集原打算用匕首刺死郑新楠，后被朱昆阻止 于第2集救了被唐又成挟持的郑算珠，并趁机要求郑新楠让她留在郑家当厨娘 于第3集重遇孟江鸿 于第4集得知郑新楠对花生敏感而故意在木薯糕里加入花生借此杀害郑新楠，后失败 于第7集为查明唐又成之死因而故意告诉其母亲郑新楠与此事有关 于第12集被孟江鸿发现其真实身份 于第14集被活埋，后被孟江鸿、罗丰喜与雷刚救起 于第17集得知孟兴祥是杀害罗东城之凶手 于第20集为救罗丰喜而向郑新楠坦诚其真实身份，并答应其离开郑家 于第21集险遭许三庚杀害，后被郑康生所救 于第21集被郑康生意外用石灰粉伤及双眼而暂时失明 于第24集恢复视觉 于第30集重开顺天堂 |
| 温文哲(童年) | 罗丰喜/林葵吉 | 峇峇 小少爷、阿喜 化名林葵吉 罗东城、黄菊英之幼子 罗欢婷、罗欢欣之弟 祝桃花之未婚夫 马春晓、雷刚之好友 于第5集到御善堂应征杂工以借此和罗欢欣里应外合 于第13集被孟江鸿发现其真实身份 于第17集得知孟兴祥是杀害罗东城之凶手 于第20集得知郑敬云与祝桃花发生关系而殴打其，后被许三庚送进警察局而入狱 于第21集被郑新楠派人协作其逃狱，并被其囚禁 于第24集逃脱 于第24集原打算杀害郑敬云，后意外刺伤马春晓 |
| 刘益行       | 罗丰喜/林葵吉 | 峇峇 小少爷、阿喜 化名林葵吉 罗东城、黄菊英之幼子 罗欢婷、罗欢欣之弟 祝桃花之未婚夫 马春晓、雷刚之好友 于第5集到御善堂应征杂工以借此和罗欢欣里应外合 于第13集被孟江鸿发现其真实身份 于第17集得知孟兴祥是杀害罗东城之凶手 于第20集得知郑敬云与祝桃花发生关系而殴打其，后被许三庚送进警察局而入狱 于第21集被郑新楠派人协作其逃狱，并被其囚禁 于第24集逃脱 于第24集原打算杀害郑敬云，后意外刺伤马春晓 |
| 刘铨盛       | 刘伯安        | 刘医师 顺天堂之医师 罗欢欣之师父 于第21集被许三庚刺死 |
| 蔡子洋       | 孟兴祥        | 兴祥叔 罗家之下人 孟江鸿之父 于15年前误杀罗东城 参见孟家 |
| 吴少明       | 朱昆          | 朱师傅 罗家之总铺 罗欢欣之师父 于第21集被许三庚刺死 |
| 徐玉萍       | 祝惠勤        | 妈姐 勤姐、夜香妈 罗家之佣人 祝桃花之养母 于第21集为救祝桃花而被阿福刺死 |

### 郑家
| 演员   | 角色        | 介绍 |
| 陈意遐 | 黄凤凰      | 郑新楠、郑康生之母 陈玉宝、谢丽莎之家婆 郑算珠无血缘关系之奶奶 郑敬云、郑敬佑之奶奶 并非正宗娘惹，在第一任丈夫病逝后带着郑新楠嫁入郑家才开始打扮成娘惹 |
| 江家荣 | 郑新楠      | 御善堂之老板 黄凤凰无血缘关系之长子 陈玉宝、谢丽莎之夫 郑康生同父异母之兄 陈永财之姐夫 郑算珠之养父 郑敬云、郑敬佑之父 姚子龙之岳父 姚四海、张瑞华之亲家 罗欢欣之宿敌 对花生敏感 并非正宗峇峇及郑家后人 于第14集开始怀疑林亚磊（罗欢欣）之身份 于第21集为救罗丰喜而将他从监狱中带出并禁锢其 于第25集将马春晓指婚予郑敬云 于第26集得知自己非黄凤凰之亲生儿子 于第29集被黄菊英刺伤 于第30集伤重逝世                                                          |
| 萧依婷 | 陈玉宝      | 娘惹 郑新楠之正室 黄凤凰之媳妇 陈永财之姐 郑康生之大嫂 谢丽莎之同夫姐，并对其不满 郑算珠之继母 郑敬云之母 郑敬佑之大娘 于第29集跟随郑新楠离开郑家 |
| 林佩琦 | 谢丽莎      | 歌女 Lisa 郑新楠之妾室 黄凤凰之媳妇 郑康生之二嫂 郑算珠之继母 郑敬云之二娘 郑敬佑之母 被陈玉宝针对 为人原本心地善良，后因陈玉宝处处针对而渐渐黑化 于第24集怀孕 于第28集流产 于第29集跟随郑新楠离开郑家 |
| 李洺中 | 郑康生/罗刹 | 抗日分子 化名罗刹 黄凤凰之次子 郑新楠同母异父之弟 陈玉宝、谢丽莎之小叔 郑算珠无血缘关系之叔叔 郑敬云、郑敬佑之叔叔 郑家真正的后人 罗欢欣之好友 于第21集解救罗欢欣和雷刚 |
| 林绿   | 郑算珠      | 郑新楠之养女 黄凤凰无血缘关系之孙女 陈玉宝、谢丽莎之继女 郑康生无血缘关系之侄女 孙勉良之旧情人 姚子龙之妻并与其没有感情，后逐渐接受其 姚四海、张瑞华之媳妇 于第1集打算和孙勉良私奔 于第2集被唐又成挟持，后被罗欢欣所救 于第2集因孙勉良向郑新楠通风报信而被其带回家 于第3集与姚子龙结婚 于第15集和孙勉良发生关系 于第20集自杀，后被姚子龙所救 于第20集发现怀孕 于第27集被黄凤凰嫁祸毒杀姚四海和张瑞华 于第28集因宋翠枝替其顶罪而被释放 于第30集与姚子龙离婚 |
| 志祥   | 郑敬云      | 黄凤凰之长孙 郑新楠、陈玉宝之子 郑康生之侄子 郑算珠无血缘关系之弟 郑敬佑同父异母之兄 马春晓之斗气冤家，后为其男友 为人吊儿郎当，好高骛远 于第19集趁祝桃花喝醉时迷奸其 于第24集险遭罗丰喜杀害，后被马春晓所救 于第28集险遭祝桃花杀害而意外导致谢丽莎流产 于第29集跟随郑新楠离开郑家 |
| 潘谦乐 | 郑敬佑      | 黄凤凰之次孙 郑新楠、谢丽莎之子 郑康生之侄子 郑算珠无血缘关系之弟 郑敬云同父异母之弟 对花生敏感 |
| 吴俐璇 | 林亚磊      | 娘惹 本名罗欢欣 郑家之厨娘 为向郑新楠复仇而混进郑家 参见罗家 |
| 张咏华 | 许三庚      | 郑家之管家 郑新楠之心腹，后反目受黄凤凰指使监视郑新楠 参见许家 |
| 庄雪梅 | 宋翠枝      | 妈姐 宋姐、阿枝 郑家之妈姐 视郑算珠为自己的女儿般对待 于第28集帮郑算珠顶罪而坐牢然后被许三庚杀害失血过多而逝世 |
| 洪紫涵 | 马春晓      | 春晓姐姐 郑家之下人 罗欢欣、罗丰喜之好友 郑敬云之斗气冤家 为人单纯、天真无邪 |
| 周丽棋 | 杜钰环      | 郑家之下人 郑算珠之侍女 |

### 孟家
| 演员         | 角色   | 介绍 |
| 蔡子洋       | 孟兴祥 | 兴祥叔 孟江鸿之父 许三庚之亲家 许明月之家翁 曾是罗家的管家 杀害罗东城之真凶 于第18集自杀 于第19集出殡 |
| 卢政扬(童年) | 孟江鸿 | 二掌柜、江鸿哥、阿鸿 御善堂之二掌柜 孟兴祥之子 许明月之夫 罗欢欣之青梅竹马 许三庚之女婿 唐又成之好友 于第3集重遇罗欢欣 于第5集因怀疑唐又成之死因而跟踪秦顺水 于第6集在跟踪秦顺水时被许三庚打晕 于第7集开始怀疑林亚磊(罗欢欣)的身份 于第8集开始怀疑林葵吉(罗丰喜)的身份 于第11集被洪药师绑架 于第12集被郑康生解救 于第12集跟踪罗欢欣而得知其真实身份 于第16集得知孟兴祥是杀害罗东城之凶手 于第20集被山鬼帮掳走 於第30集因肺癆病逝世 |
| 林宇中       | 孟江鸿 | 二掌柜、江鸿哥、阿鸿 御善堂之二掌柜 孟兴祥之子 许明月之夫 罗欢欣之青梅竹马 许三庚之女婿 唐又成之好友 于第3集重遇罗欢欣 于第5集因怀疑唐又成之死因而跟踪秦顺水 于第6集在跟踪秦顺水时被许三庚打晕 于第7集开始怀疑林亚磊(罗欢欣)的身份 于第8集开始怀疑林葵吉(罗丰喜)的身份 于第11集被洪药师绑架 于第12集被郑康生解救 于第12集跟踪罗欢欣而得知其真实身份 于第16集得知孟兴祥是杀害罗东城之凶手 于第20集被山鬼帮掳走 於第30集因肺癆病逝世 |
| 温慧茵       | 许明月 | 娘惹 许三庚之女 孟江鸿之妻 孟兴祥之媳妇 患有肺病而导致长期生病 |

### 姚家
| 演员   | 角色   | 介绍 |
| 张水发 | 姚四海 | 四海帮帮主 张瑞华之夫 姚子龙之父 郑新楠之亲家兼宿敌 郑算珠之家翁 于第9集派人杀害孙龙平 于第27集被黄凤凰毒死 |
| 释福如 | 张瑞华 | 姚夫人、慈禧太后 姚四海之妻 姚子龙之母 郑新楠之亲家 郑算珠之家婆并故意刁难其 于第27集被黄凤凰毒死           |
| 李承运 | 姚子龙 | 姚四海、张瑞华之子 黄凤凰之孙女婿 郑新楠之女婿 郑算珠之夫并与其没有感情，后逐渐接受其                       |
| 林绿   | 郑算珠 | 郑新楠之养女 姚四海、张瑞华之媳妇 姚子龙之妻并与其没有感情，后逐渐接受其 参见郑家                           |
| 王鼎   | 阿福   | 姚四海之手下 于第21集被郑康生枪伤 于第27集被黄凤凰收买并与其合谋毒死姚四海和张瑞华 于第28集被许三庚杀害     |
| 周柔美 | 秋菊   | 姚家之下人                                                                                                  |

### 许家
| 演员   | 角色   | 介绍 |
| 张咏华 | 许三庚 | 许明月之父 孟江鸿之岳父 孟兴祥之亲家 郑家之管家 郑新楠之心腹，后反目 受黄凤凰指使监视郑新楠 为人心狠手辣 于第4集杀害唐又成并伪装成意外 于第6集打晕孟江鸿和秦顺水，并打算杀害秦顺水，后被雷刚击退 于第7集袭击雷刚并将其打至重伤 于第13集受黄凤凰指使而杀害陈永财并伪装成其自杀 于第14集发现林亚磊(罗欢欣)藏于棺材中而故意将其活埋 于第18集暗示孟兴祥自我了结以保全孟江鸿之安全，导致其自杀 于第20集为救郑新楠而刺伤雷刚 于第21集刺死朱昆和刘伯安 于第28集杀害阿福 |
| 温慧茵 | 许明月 | 娘惹 许三庚之女 孟江鸿之妻 孟兴祥之媳妇 患有肺病而导致长期生病 于第17集受许三庚教唆而告诉罗欢欣杀害罗东城之凶手是孟兴祥 参见孟家 |

### 孙家
| 演员   | 角色   | 介绍 |
| 陈鸿   | 孙龙平 | 峇峇 孙勉良之父 郑新楠之宿敌并与其不和 于第9集被枪杀 |
| 谢承伟 | 孙勉良 | 峇峇 窝囊废 孙龙平之子 郑算珠之旧情人 因认为郑新楠害死孙龙平而陷害郑算珠让姚四海误以为两人藕断丝连，因而导致郑算珠被抓去浸猪笼 于第2集向郑新楠告知郑算珠打算与其私奔之事而导致郑算珠被带回家 于第8集要求郑算珠与其复合，后遭其拒绝 于第19集被姚四海吩咐其手下砍手砍脚喂鱼吃 |

### 御善堂药行
| 演员   | 角色   | 介绍 |
| 江家荣 | 郑新楠 | 御善堂之老板 孟江鸿之老板 参见郑家 |
| 陈文伟 | 陈永财 | 御善堂大掌柜 陈玉宝之弟 郑新楠之小叔 郑敬云之舅舅 于15年前收买秦顺水做假药陷害顺天堂 于第13集被许三庚杀害                                                                           |
| 林宇中 | 孟江鸿 | 御善堂二掌柜 郑新楠之员工并被其重用 被郑敬云针对 怀疑唐又成的死不简单 参见孟家 |
| 曾潍山 | 秦顺水 | 秦医师 御善堂医师 曾为顺天堂掌柜 因烂赌而欠下一笔债，为还债而被陈永财收买做假药陷害顺天堂 于第6集险些被许三庚杀害，后被雷刚所救 于第6集被雷刚绑架，并向罗欢欣和罗丰喜坦诚被收买的事 |
| 刘益行 | 林葵吉 | 本名罗丰喜 化名林葵吉进入御善堂 御善堂之杂工 参见罗家 |
| 陈群英 | 唐又成 | 御善堂之杂工 孟江鸿之好友 于第2集为逃亡而挟持郑算珠，后被许三庚制服 于第4集被许三庚杀害                                                                                             |

### 其他演员
| 演员   | 角色   | 介绍 |
| 陈贵川 | 雷刚   | 罗欢欣之好友并暗恋其 罗丰喜之好友 因曾受过罗家之恩惠而帮助罗欢欣等人复仇                                        |
| 郑秀文 | 祝桃花 | 祝惠勤之养女 罗丰喜之未婚妻 于第27集得知自己被敬云把花鎏病传给了自己 于第28集为了向郑敬云报复意外导致谢丽莎流产 |
| 叶清方 | 唐山叔 | |
| 许愫恩 | 裘英华 | 郑康生之好友 |
| 王义翔 | 非凡叔 | 大管家，夺权心重                                                                                                |

### 特别演出
| 演员   | 角色   | 介绍 |
| 温绍平 | 罗东城 |      |
| 谢承伟 | 孙勉良 |      |
| 刘铨盛 | 刘伯安 |      |

## 軼事
- 此剧为马来西亚首部以峇峇娘惹为概念的电视剧。
- 此剧原为ntv720周年台庆剧。
- 此剧为江家荣继《都市恋人的追逐》后息影10年的复出之作。
- 此剧为吴俐璇、林宇中、林绿、林佩琦、李承运、刘益行首次参演年代剧。
- 此剧播出第一集获得11.6%的收视率，为2018年本地戏剧首播收视冠军。
- 此剧在第6届吉隆坡电视剧节(DFKL2019)勇夺下最受欢迎中文剧。

## 電視節目的變遷
| 马来西亚 八度空间 原创强档 星期一至四 21:30 - 22:30                          | 马来西亚 八度空间 原创强档 星期一至四 21:30 - 22:30                                                                                               | 马来西亚 八度空间 原创强档 星期一至四 21:30 - 22:30 |
| ---------------------------------------------------------------------------- | --- | --------------------------------------------------- |
|                                                                              | 娘惹相思格 （2018年7月26日- 2018年9月17日） |                                                     |
| 最强岳母 （2018年6月14日 - 2018年7月25日）                                   | 甜蜜暴击（第1-12集） （2018年9月18日 - 2018年10月8日）知星人 （2018年10月9日 - 2018年11月20日）我的非一般岳母 （2018年11月21日 - 2018年12月25日） |                                                     |
| 优6剧场 星期一至五 18:00 - 18:58                                             | |                                                     |
| 春天花啦啦（重播） （2021年2月9日 - 2021年2月22日）                          | 娘惹相思格（重播） （2021年2月23日-2021年4月6日）                                                                                                 | 我的非一般岳母 (重播) (2021年4月7日-2021年5月4日)   |
| 星剧精选 星期一至四 22:00-23:00 2024年11月25日& 11月26日& 12月31日，暂停播出 | |                                                     |
| 寂寞同盟（重播） （2024年9月26日 - 2024年11月20日）                          | 娘惹相思格（重播） （2024年11月21日-2025年1月20日）                                                                                               | —                                                   |

## 注明
1. ↑  .   [2020-11-15]. （原始内容存档于2020-11-23）.
2. ↑  李洺中为男配角，不是领衔主演。
3. ↑  .   [2018-03-09]. （原始内容存档于2018-06-12）.
4. ↑  .   [2018-03-09]. （原始内容存档于2018-03-10）.
5. ↑  .   [2018-06-11]. （原始内容存档于2018-06-12）.